# Къща музей „Зофия и Вацлав Налковски“
Къщата музей Зофия и Вацлав Налковски (на полски: Muzeum im. Zofii i Wacława Nałkowskich), наричана още „Къща над ливадите“, е културно-историческа институция във Воломин, Мазовско войводство. Експозицията е посветена на географа Вацлав Налковски и дъщеря му, писателката Зофия Налковска.

## История
Семейната къща на Зофия Налковска е построена през 1895 г. от бащата на писателката – Вацлав Налковски, географ и педагог, обществен и литературен журналист. Докато учи в Ягелонския университет в Краков, Налковски се сприятелява с архитекта Хенрик Константин Войчеховски, който го убеждава да се установи във Воломин.
Дървената къща се намира на малък пясъчен хълм, на границата между Воломин и Кобилка. Отделен е от натоварения асфалтов път във Варшава с поляна, от която е изписано името на имота и на автобиографичната книга на Зофия Налковска от 1925 г. „Къща над ливадите“ (Dom nad łąkami).
В младостта на Зофия Налковска „Къщата над ливадите“ служи като литературен салон, който е посещаван от много видни личности – като Витолд Гомбрович, Ян Кот, Карол Шимановски и Тадеуш Бреза. Техните срещи, спорове и лекции допълват хуманистичното образование на Зофия Налковска, което се различава от приетите модели.
Къщата също е на упорита научна работа, която в бъдеще е от голямо значение за развитието на междувоенната полска география. В нея Вацлав Налковски пише книги, посветени на реформата на обучението по география в полското образование, вкл. „Очерк на методологията на географията“ и „Очерк на универсалната (рационална) география“. Работи и по книгата „Големият географски атлас“, заедно с Анджей Свиетоховски.
В нея Зофия Налковска пише книгите си „Любовта на Тереза Хенър“, „Граница“ и драмата „Женска къща“. Семейният дом става фон и тема на много произведения, но навлиза в литературата и е познат благодарение на повестта ѝ „Къща над ливадите“.
Таванът на къщата е използван от сестра ѝ Хана Налковска, завършила Академията за изящни изкуства във Варшава, за скулптурно ателие.
През 1937 г. поради липса на пари Вацлав Налковски продава къщата. По време на Втората световна война, въпреки тежките военни операции във Воломин, къщата оцелява. След края на войната в къщата живеят няколко семейства, като сградата не е поддържана, а градината е унищожена.
В края на 1980-те години започва ремонтът ѝ. Музеят Зофия и Вацлав Налковски е открит на на 29 октомври 1992 г. благодарение на участието на много хора и институции, свързани с тогавашните местни власти на Воломин, и благодарение на група почитатели на творчеството на Зофия Налковска.
Експозицията включва семейни снимки, оцелялата колекция от книги, карти, два бюста и пиано от Зофия Налковска. Петте стаи на приземния етаж, отворени за посетители, представят следващите периоди от живота, творчеството и обществената дейност на Зофия Налковска. В парка около къщата има явор, засаден от Вацлав Налковски.